# Dark pool
Un dark pool est un système privé d'échange de valeurs mobilières exploité par un prestataire de services d'investissement ou un opérateur de marché, qui s'effectue donc de gré à gré, à l'inverse des échanges en bourse. Deux traits importants les distinguent des marchés boursiers : les prix des transactions ne sont pas affichés avant la transaction finale, ce qui permet l'anonymat des acteurs (acheteurs ou vendeurs). L'intérêt de ce système est d'éviter les trop grands impacts de marché lors d'échanges massifs. Souvent restreints aux acteurs institutionnels (banques...), qui sont les premiers à être exposés à de tels impacts en raison de leur taille, ils peuvent parfois être ouverts au public via des courtiers.  
Ce système est autorisé depuis 2007 en Europe par la Directive européenne sur les marchés d'instruments financiers.
En 2012, il y représente environ le sixième de toute l'activité boursière, avec des échanges d'environ 100 milliards d'euros par mois.

## Objet
Un dark pool a pour objectif de traiter des volumes d'ordres de bourse importants (transactions sur blocs), hors marchés officiels (grandes bourses réglementées ou systèmes multilatéraux de négociation), et sans afficher le prix des transactions avant leur finalisation. Il permet ainsi aux acteurs (acheteurs ou vendeurs de titres) de rester anonymes.
Pour être légal, un dark pool doit en principe recevoir une autorisation d'exercer, attribuée par le régulateur de son pays d'implantation, comme l'Autorité des marchés financiers (AMF) en France ou la Financial Conduct Authority (FCA) en Grande-Bretagne.
Il existe trois types de dark pool :
1. des sociétés indépendantes créées pour offrir une base unique et différenciée de négociation ;
2. ceux appartenant au courtier où ses clients interagissent, le plus souvent avec d'autres clients du courtier (y compris éventuellement ses propres traders) dans des conditions d'anonymat ;
3. certaines places boursières ont mis en place leurs propres dark pools pour permettre à leurs clients l'anonymat et le non-affichage des commandes tout en offrant une infrastructure d'échange.

## Historique
- Fin des années 1990 : lancement des premiers dark pools aux États-Unis.
- 1er novembre 2007 : entrée en vigueur de la Directive européenne sur les marchés d'instruments financiers[1].
- 22 septembre 2008 : dès son lancement, le système multilatéral de négociation (SMN) Turquoise propose une offre de dark pool, la première en Europe.
- 2009 : multiplication des offres de dark pools en Europe, à l'initiative des grandes bourses réglementées et des  systèmes multilatéraux de négociation[3],[4].

## Principauxdark poolsdans le monde

### Europe
- Baïkal
  - Lancement : courant 2009 (fusionné en janvier 2010 avec le dark pool de Turquoise[5]).
  - Fondateur : Bourse de Londres.
- BATS Europe Dark Pool
  - Lancement : courant 2009.
  - Fondateur : BATS Holdings Inc.
- Blink[6]
  - Lancement : mai 2009.
  - Fondateur : Cheuvreux.
- Chi-Delta[7]
  - Lancement : 25 mai 2009.
  - Fondateur : Chi-X.
- Neuro Dark
  - Lancement : mai 2009.
  - Fondateur : Nasdaq OMX.
- SmartPool[8]
  - Lancement : 2 février 2009.
  - Fondateur : NYSE Euronext.
- Turquoise
  - Lancement : 22 septembre 2008.
  - Fondateurs : groupe de neuf banques BNP Paribas, Société générale, Citigroup, Crédit suisse, Deutsche Bank, Goldman Sachs, Merrill Lynch, Morgan Stanley et UBS. Racheté à 60 % en 2010 par la Bourse de Londres[5].

### Amérique du Nord

#### Canada
- Sigma X
  - Lancement : août 2011
  - Fondateur : Goldman Sachs
  - Fermeture : avril 2012[2]

## Critiques
Certains experts dont Jeffrey G. MacIntosh en 2013, estiment que dans un contexte de croissance de trading haute fréquence, c'est-à-dire de rapidité exponentiellement croissante des flux d'échanges boursier, la bourse et les traders (« anges ou démons ? ») devraient obéir à de nouvelles règles et qu'il est nécessaire de maintenir une règle de protection des ordres afin de contenir les transferts financiers du marché éclairé (transparent) vers les dark pools, afin de prévenir les pratiques commerciales abusives, pour protéger les intérêts des clients : MacIntosh s'inquiète donc moins de la nature de ces flux financiers que des coûts potentiellement plus élevés qu'ils induisent pour les donneurs d'ordres.